# Christian Ilzer
Christian Ilzer (Puch bei Weiz, Austria, 21 de octubre de 1977) es un exjugador y entrenador de fútbol austríaco. Actualmente dirige al 1899 Hoffenheim de la Bundesliga.

## Trayectoria

### Inicios
Durante su adolescencia, Ilzer sufrió tres lesiones de ligamentos cruzados que interrumpieron su carrera y, con tan solo 17 años, se convirtió en entrenador del equipo sub-17 del USK Raiffeisen Puch. Además de su trabajo como técnico electrónico, comenzó una segunda formación como entrenador. Después de jugar hasta 2006 en el primer y segundo equipo del SC Weiz, en la temporada 2006-07 llegó al USK Puch bei Weiz de su ciudad natal para ocupar la doble función de jugador-entrenador donde se desempeñó hasta el final de la campaña.
Desde el verano de 2007, fue asistente técnico del TSV Hartberg, paralelamente a su trabajo en su club local, y ocupó ese cargo hasta 2011. En septiembre de ese año, trabajó en la selección sub-19 de Austria como preparador físico y en la temporada 2012-13 también fue entrenador del SC Weiz.
A partir del verano de 2013, volvió a ser asistente técnico en el TSV Hartberg bajo las órdenes de Bruno Friesenbichler. Tras una temporada allí, se incorporó al SC Wiener Neustadt como segundo entrenador. El 12 de noviembre de 2014, asumió el cargo de entrenador interino después del despido de Heimo Pfeifenberger.Continuó con su papel de segundo entrenador, antes de marcharse al final de la temporada y convertirse en entrenador del TSV Hartberg. Dejó su puesto el 25 de noviembre de 2015 para convertirse en asistente de Pfeifenberger en el Wolfsberger AC.

### TSV Hartberg
En mayo de 2017, regresó al TSV Hartberg para ser el entrenador del primer equipo.En la temporada 2017-18, ayudó al club a terminar segundo en la 2. Liga y aseguró el ascenso a la Bundesliga por primera vez en su historia.

### Wolfsberger
En mayo de 2018, se anunció que Ilzer se reincorporaría al Wolfsberger AC como entrenador a partir de la temporada 2018-19.El 8 de noviembre de 2018, se anunció la extensión de su contrato hasta el junio de 2020.Llevó al club a clasificarse a la fase de grupos de la UEFA Europa League por primera vez en su historia, después de terminar tercero en la Bundesliga.

### Austria Viena
El 29 de mayo de 2019, fue anunciado como técnico del Austria Viena para la temporada 2019-20.Después de terminar en el séptimo lugar en la liga, su equipo perdió los play-offs para ingresar a la Europa League por 3-2 en el global contra su antiguo club, el TSV Hartberg.

### Sturm Graz
El 17 de julio de 2020, asumió al frente del Sturm Graz.Durante la temporada 2022-23, obtuvo su primer título con el club después de vencer al Rapid Viena en la final de la Copa de Austria.En la campaña siguiente, llevó al club a su cuarto título de liga en la historia después de vencer al Austria Klagenfurt en la última jornada, poniendo fin al dominio de una década del Red Bull Salzburgo.Días más tarde, logró llevar al club a su primer doblete desde la temporada 1998-99, habiendo tras vencer nuevamente al Rapid Viena en la final de la copa nacional.

### 1899 Hoffenheim
El 15 de noviembre de 2024, dejó su cargo en el fútbol austríaco para asumir al frente del 1899 Hoffenheim.

## Clubes

### Como jugador
| Club              | País    | Año       |
| ----------------- | ------- | --------- |
| USK Puch bei Weiz | Austria | 1998-1999 |
| SV Anger          | Austria | 1999      |
| USK Puch bei Weiz | Austria | 2001-2004 |
| SC Weiz           | Austria | 2004-2006 |
| USK Puch bei Weiz | Austria | 2006-2007 |

### Como entrenador
| Club            | País     | Año           |
| --------------- | -------- | ------------- |
| SC Weiz         | Austria  | 2012-2013     |
| Wiener Neustadt | Austria  | 2014          |
| TSV Hartberg    | Austria  | 2015          |
| TSV Hartberg    | Austria  | 2017-2018     |
| Wolfsberger AC  | Austria  | 2018-2019     |
| Austria Viena   | Austria  | 2019-2020     |
| Sturm Graz      | Austria  | 2020-2024     |
| 1899 Hoffenheim | Alemania | 2024-presente |

## Palmarés

### Como entrenador

#### Campeonatos nacionales
| Título          | Club       | País    | Año     |
| --------------- | ---------- | ------- | ------- |
| Copa de Austria | Sturm Graz | Austria | 2022-23 |
| Bundesliga      | Sturm Graz | Austria | 2023-24 |
| Copa de Austria | Sturm Graz | Austria | 2023-24 |